# Elman Football Club
L'Elman Football Club, meglio noto come Elman, è una società calcistica somala con sede nella città di Mogadiscio. Milita nella Somalia League, la massima divisione del campionato somalo.
Il club fu fondato nel 1993 dall'attivista Elman Ali Ahmed.

## Palmarès

### Competizioni nazionali
- Campionato somalo: 6

2000, 2001, 2002, 2003, 2011, 2012
- Coppa somala: 1

2017
- Supercoppa somala: 2

2013, 2017